# Pollyanna Johns Kimbrough
Pollyanna Casanga Johns Kimbrough, trước đây là Pollyanna Johns (sinh ngày 6 tháng 11 năm 1975) là một cựu cầu thủ bóng rổ người Mỹ. Bà sinh ra ở Nassau, Bahamas, lớn lên ở Jamaica và chuyển đến Hoa Kỳ năm 13 tuổi. Bà đã chơi trong sáu mùa làm trung tâm và chuyển tiếp trong WNBA cho Charlotte Sting (1998), Cleveland Rockers (2000-2001, 2003), Miami Sol (2002) và Houston Comets (2004).
Johns Kimbrough cũng chơi bóng rổ đại học tại Đại học Michigan từ năm 1994 đến 1998. Bà đã dẫn dắt đội bóng rổ nữ Michigan Wolverines trong cả ghi bàn và rebound trong ba năm liên tiếp (1996-1998) và tiếp tục giữ kỷ lục của trường về tỷ lệ bắn trong sự nghiệp (0,552), tỷ lệ bắn một mùa (0,662 trong mùa 1997- 98) và tỷ lệ hồi phục sự nghiệp (9,6 mỗi trận).

## Những năm đầu
Johns Kimbrough sinh ra ở Bahamas, chuyển đến Jamaica khi bà 1 tuổi và chuyển đến Hoa Kỳ cùng gia đình ở tuổi 13. Bà chơi bóng rổ ở trường trung học tại Trường trung học Evanston ở Evanston, Illinois.

## Sự nghiệp ở đại học
Johns Kimbrough chơi bóng rổ đại học cho đội bóng rổ nữ Michigan Wolverines từ 1994 đến 1998. Trong bốn mùa tại Michigan, bà đã chuyển đổi 477 trong số 864 bàn thắng (0,552) và 297 trên 492 lần ném phạt (0,04), ghi được 1.251 điểm và trung bình 14,5 điểm mỗi trận. Bà giữ kỷ lục nghề nghiệp của Michigan về tỷ lệ mục tiêu trường (0,552) và trung bình hồi phục (9,6 mỗi trận), kỷ lục một mùa về tỷ lệ bàn thắng sân (0,662 trong mùa 1997-98) và tỷ lệ bàn thắng trong một trận đấu (tám cho tám so với Iowa vào ngày 1/2/97). Tổng số sự nghiệp của cô là 827 rebound đứng thứ ba trong lịch sử bóng rổ của nữ Michigan.
Là sinh viên năm nhất trong mùa giải 1994-95, Johns Kimbrough trung bình 6,8 rebound một trận, mức trung bình hồi phục tốt thứ ba của một sinh viên năm nhất trong lịch sử bóng rổ nữ Michigan.
Là sinh viên năm thứ hai trong mùa giải 1995-96, bà đã dẫn dắt đội trong cả ghi bàn và rebound. Bà có tổng cộng 349 điểm (14,5 mỗi trận) và 238 rebound (9,9 mỗi trận). Bà được giới truyền thông chọn là người chơi thứ hai của All- Big Ten Conference.
Là một thiếu niên trong mùa giải 1996-97, bà một lần nữa dẫn dắt đội trong việc ghi bàn và rebound. Bà ghi được 375 điểm (15,0 mỗi trận) và có 261 rebound (10,4 mỗi trận). Tổng số trung bình và trung bình hồi phục của bà được xếp hạng cao thứ ba trong lịch sử bóng rổ của phụ nữ Michigan. Bà cũng đã chuyển đổi 149 trong số 262 mục tiêu thực địa với tỷ lệ bắn 0,5569, vẫn đứng thứ hai mọi thời đại tại Michigan sau hiệu suất của chính bà trong mùa giải cao cấp. Bà cũng được cả huấn luyện viên và giới truyền thông chọn là cầu thủ All-Big Ten của đội thứ hai vào năm 1997.
Là tiền bối trong mùa giải 1997-98, bà đã dẫn dắt đội trong năm thứ ba liên tiếp trong cả ghi bàn và rebound. Bà đã ghi được 482 điểm (17,2 mỗi trận) và 267 rebound (9,5 mỗi trận). Bà đã chuyển đổi 176 trong số 283 mục tiêu thực địa cho kỷ lục trường học.662 tỷ lệ bắn. Bà cũng đã chuyển đổi 130 lần ném miễn phí, vào thời điểm đó là kỷ lục một mùa của Michigan. Bà đã được cả hai huấn luyện viên và giới truyền thông chọn vào năm 1998.

## Sự nghiệp chuyên nghiệp
Vào tháng 4 năm 1998, Charlotte Sting đã chọn John Kimbrough với lựa chọn thứ 27 trong tuyển quân WNBA năm 1998. Bà là cầu thủ bóng rổ nữ đầu tiên của Michigan được soạn thảo bởi một đội chuyên nghiệp người Mỹ. Bà đã chơi sáu năm với tư cách là một trung tâm và chuyển tiếp trong WNBA cho Charlotte Sting (1998), Cleveland Rockers (2000-2001, 2003), Miami Sol (2002) và Houston Comets (2004). Bà chủ yếu là một người chơi phòng thủ, nhưng bà đã chơi chính 30 trận đấu cho Sol vào năm 2002 sau một chấn thương với Yelena Baranova. Bà đã có sự nghiệp đỉnh cao vào năm 2002 với 217 điểm, 140 rebound, 32 kiến tạo và 27 steals. Sol trở nên không còn tồn tại sau mùa giải 2002 và Johns Kimbrough đã được Charlotte Sting chọn với lựa chọn thứ 10 trong dự thảo phân tán WNBA vào tháng 4 năm 2003.
Trong sáu mùa giải ở WNBA, Johns Kimbrough đã xuất hiện trong 134 trận đấu và tổng hợp sự nghiệp với tổng cộng 435 điểm, 333 rebound, 64 kiến tạo, 46 steals và 33 chặn.
Vào tháng 5 năm 2004, Comets đã đưa Johns Kimbrough vào danh sách bị thương với chấn thương đầu gối trái mạn tính. Bà ấy đã không trở lại WNBA, nhưng vẫn tiếp tục chơi ở châu Âu. Bà đã chơi ba mùa ở LegA Basket Femminile cho Phard Napoli (2003/2004), Coconuda Maddaloni (2004/2005) và Phard Napoli (2005/2006). Năm 2005, bà cũng chơi cho đội Pécs ở Hungary League.